# Josep Maria Mestres i Quadreny

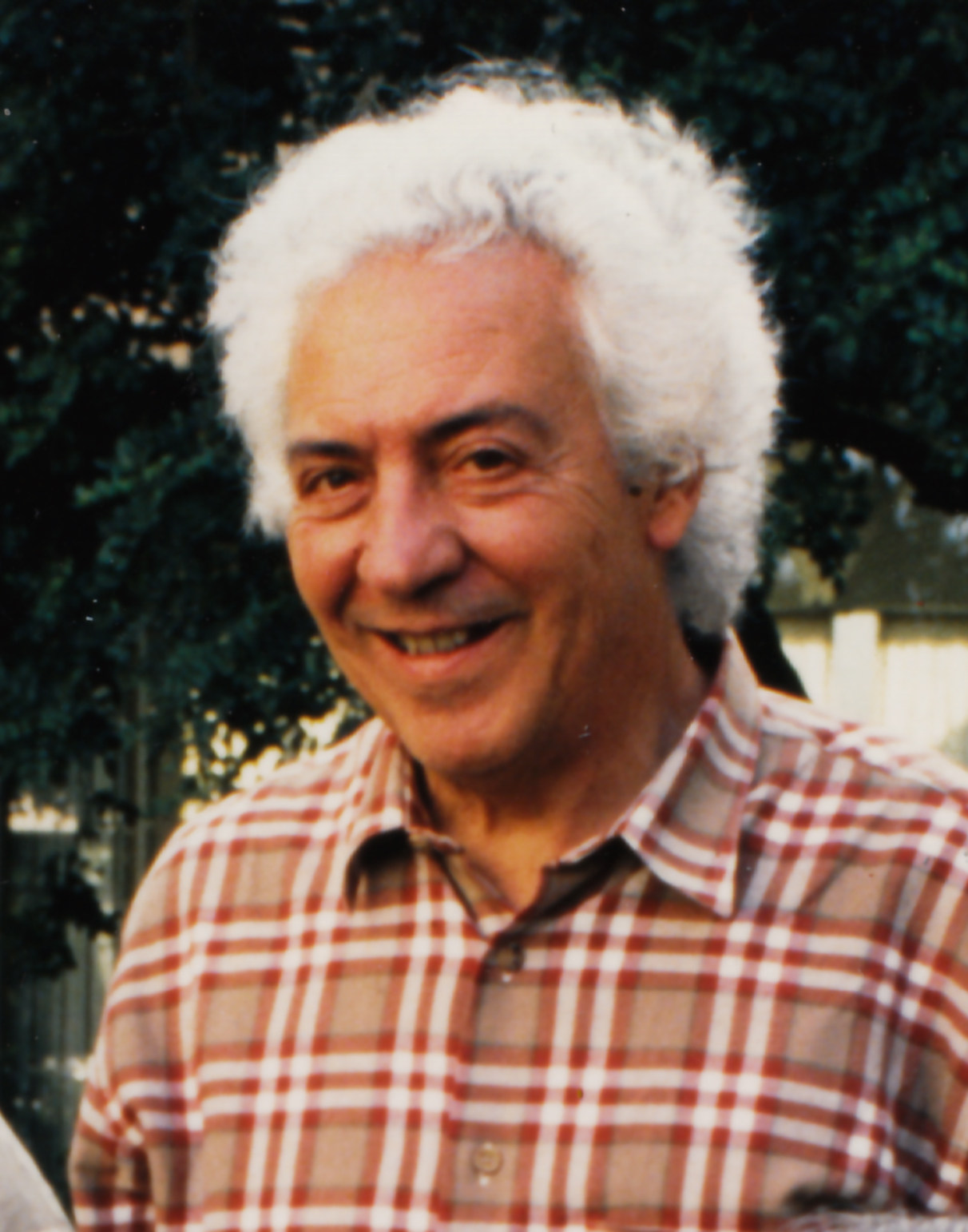
Josep Maria Mestres i Quadreny (1983)

Josep Maria Mestres Quadreny (* 4. März 1929 in Manresa; † 18. Januar 2021) war ein katalanischer Komponist.

## Leben und Werk
In Josep Maria Mestres Quadrenys Kindheit zog seine Familie nach Barcelona. 1942 begann er Solfeig und Klavier bei Leonor Sigg zu studieren. Dieses Studium setzte er später bei Rosa Maria Kucharski fort. 1951 lernte er auf einer Ausstellung der Künstlergruppe Dau al Set die Künstler Joan Ponç, Antoni Tàpies und Joan Brossa kennen. Mit diesen drei Künstlern nahm er eine engere Zusammenarbeit auf. Im gleichen Jahr begann er ein Kompositionsstudium bei Cristòfor Taltabull, das er 1957 abschloss. 1955 hatte er bereits ein Chemiestudium abgeschlossen.
1952 trat er dem Cercle Manuel de Falla bei. Hier schloss er Freundschaft mit dem Pianisten und Komponisten Josep Cercós und lernte Joan Miró kennen. Er führte mit diesen beiden Künstlern gemeinsame Projekte durch. Cercós wie Miró gewannen erheblichen Einfluss auf seinen künstlerischen Werdegang. Die erste öffentliche Aufführung eines noch neoklassisch orientierten Werkes von Mestres Quadreny fand auf dem Internationalen Jugendmusiktreffen 1953 in Bayreuth statt.
1958 lernte Mestres den Kunstorganisator und Unternehmer Joan Prats i Vallès und 1959 den Komponisten Juan Hidalgo kennen. Diese beiden Persönlichkeiten führten ihn an die zeitgenössische musikalische Avantgarde (John Cage, Anton Webern, Edgar Varèse und Robert Gerhard) heran. Mestres überwand damit seinen neoklassischen Frühstil. Er gründete 1960 mit Joan Prats, Juan Hidalgo und Joaquim Homs die offene Komponistengemeinschaft Club Cobalto 49. Deren Ziel war das Schaffen und Verbreiten einer Neuen Musik.
Unter diesen künstlerischen Einflüssen entwickelte Mestres Quadreny ein hoch persönliches Werk. Dazu gehören die Epitafis (1958), die Tríade per a Joan Miró (1961, „Triade für Joan Miró“), das Quartet de catroc (1962) und die Orchesterwerke Antiodes (1964) und Digodal (1964). Diese Orchesterwerke basieren auf dem Spiel mit zufälligen Prozessen und Unordnung in der Musik. 1965 folgte Peça per a serra mecànica („Stück für eine mechanische Säge“). Dieses Werk gilt als die erste elektronische Musikproduktion Kataloniens. 1969 komponierte Mestres Quadreny erstmals im katalanischen Kulturraum ein Stück (Ibèmia) mittels eines Computerprogrammes. Er ist auch der Autor von Bühnenmusik. Hier arbeitete er vor allem mit Joan Brossa bei der Suite bufa (1966), L’armari en el mar (1978) und der Oper Cap de mirar (1991) zusammen. Später arbeitete er in ähnlicher Weise mit dem Künstler Pere Jaume Borrell zusammen. Er ist auch der Komponist von Soundtracks von Filmen von Pere Portabella No compteu amb els dits (1967, Man zählt nicht mit den Fingern) und Nocturn 29 (1969).
Als Organisator zeitgenössischer Musik förderte er zahlreiche Initiativen und Projekte: Er gründete den Conjunt Català de Música Contemporània (1969, Verband für katalanische zeitgenössische Musik), das Laboratori Phonos (1973), die Grup Instrumental Català (1976) und zusammen mit dem Komponisten Carles Santos das Centre Robert Gerhard de l’Auditori de Barcelona (2008, Robert-Gerhard-Zentrum des Auditori de Barcelona). Er veranstaltete zahlreiche Konferenzen und Kurse in Katalonien und im Ausland zur Neuen Musik.
Mit seiner wachsenden Anerkennung als Künstler wurde er Mitglied von Kultur- und Musikinstitutionen wie der Fundació Joan Miró (1977, Stiftung Joan Miró), der Associació Catalana de Compositors (Vereinigung katalanischer Komponisten), die er von 1977 bis 1979 leitete, der Junta Rectora del Consorci de l’Auditori (Leitungsgremium des Auditori de Barcelona) und des Consell Administratiu de l’Orquestra Simfònica de Barcelona i Nacional de Catalunya (Verwaltungsrat des Orquestra Simfònica de Barcelona i Nacional de Catalunya) und der 1982 gegründeten Fundació Phonos, die er als Präsident leitete.